# يونيس (دودة حلقية)
يونيس (الاسم العلمي: Eunice)، جنس دويبات بحرية من كثيرات الأشعار من فصيلة اليونيسية. ينمو أفراده بطول يتراوح بين 0.5 و 300 سم (0.20 و 118.11 بوصة). أجسامها متعددة الأجزاء الفرعية. تمتلك عينان وخمس مخالب. لديها أعضاء حسية متطورة وأدمغة كبيرة نسبيًا. لونها بني أرجواني غامق إلى البني المحمر مع حلقة بيضاء في المقطع الرابع. توجد في المحيطات والبحار حول العالم. تمتلك خرطوم دائم مع أجزاء فم مميزة، وبعضها يتكون من صفين من الصفائح العلوية في شكل يشبه السين المضرس1 (radula). الاسم العلمي مشتق من اليونانية القديمة eu وتعني جيد و níkē وتعني النصر.

## الأنواع
- Eunice afra Peters, 1854
- Eunice antennata (Savigny, 1820)
- Eunice aphroditois Pallas, 1788, Bobbit Worm
- Eunice australis Quatrefagus, 1865
- Eunice bilobata Treadwell, 1906
- Eunice borneensis (Grube, 1878)
- Eunice denticulata
- Eunice filamentosa
- Eunice fuscafasciata (Treadwell, 1922)
- Eunice macrobranchia (Schmarda, 1861)
- Eunice norvegica (Linnaeus, 1767)
- Eunice pennata (O.F. Müller, 1776)
- Eunice perimensis Gravier, 1901
- Eunice perrieri Gravier, 1900
- Eunice petersi Fauchald, 1992
- Eunice philippinensis Hartmann-Schröder & Zibrowius, 1998
- Eunice philocorallia Buchanan, 1893
- Eunice plessisi Rullier, 1972
- Eunice plicata Baird, 1869
- Eunice polybranchia (Verrill, 1880)
- Eunice prayensis Kinberg, 1865
- Eunice procera Grube, 1866
- Eunice profunda Miura, 1987
- Eunice tovarae Carrera-Parra & Salazar-Vallejo, 2011[2]
- Eunice uschakovi Wu, Sun & Liu, 2013[3]
- Eunice vittata (Delle Chiaje, 1828)

## الهوامش
- 1 لسين مضرس: شريط نسيجي طويل تغطيه صفوف من الأسنان الحادة (في الرخويات) يستخدم لطحن وتمزيق الطعام أثناء الاغتذاء.